# Liga Celta 2006-07
La Temporada 2006-07 de la Liga Celta de rugby fue la sexta edición de la liga profesional de rugby union.
De entre los 11 equipos que participaron esta temporada, 4 de ellos son irlandeses: Connacht, Leinster, Munster y Ulster; cuatro galeses: Cardiff Blues, Newport Gwent Dragons, Ospreys y el Scarlets y  tres escoceses: Edinburgh, Border Reivers y el Glasgow Warriors.

## Clasificación
- 4 puntos por ganar.
- 2 puntos por empatar.
- 1 punto bonus por perder por siete puntos o menos.
- 1 punto bonus por anotar cuatro o más tries en un partido.

| Pos. | Equipo            | PJ | Gan | Emp | Per | PaF | PeC | Dif  | BP | Pts |
| ---- | ----------------- | -- | --- | --- | --- | --- | --- | ---- | -- | --- |
| 1    | Ospreys Rugby     | 20 | 14  | 0   | 6   | 461 | 374 | 87   | 8  | 64  |
| 2    | Cardiff Blues     | 20 | 13  | 1   | 6   | 447 | 327 | 120  | 9  | 63  |
| 3    | Leinster Rugby    | 20 | 12  | 1   | 7   | 472 | 376 | 96   | 11 | 61  |
| 4    | Llanelli Scarlets | 20 | 12  | 0   | 8   | 490 | 417 | 73   | 9  | 57  |
| 5    | Ulster Rugby      | 20 | 11  | 1   | 8   | 423 | 310 | 113  | 9  | 55  |
| 6    | Munster Rugby     | 20 | 12  | 0   | 8   | 379 | 294 | 85   | 6  | 54  |
| 7    | Glasgow Warriors  | 20 | 11  | 0   | 9   | 434 | 419 | 15   | 5  | 49  |
| 8    | Edinburgh Rugby   | 20 | 8   | 1   | 11  | 335 | 423 | -88  | 8  | 42  |
| 9    | Newport Dragons   | 20 | 8   | 0   | 12  | 353 | 362 | -9   | 7  | 39  |
| 10   | Connacht Rugby    | 20 | 4   | 2   | 14  | 326 | 474 | -148 | 6  | 26  |
| 11   | Border Reivers    | 20 | 2   | 0   | 18  | 201 | 545 | -344 | 4  | 12  |

|  | Campeón. |

| Bandera de Gales |
| Campeón Ospreys  |
| Segundo título   |